# 康步公园
康步公园（kybunpark），原名AFG竞技场（AFG Arena），是一座位于瑞士圣加仑的多功能體育場。

## 历史
体育场完工于2008年。康步公园现今主要承办足球比赛，是瑞士足球超级联赛圣加伦足球俱乐部的主场。体育场可容纳20,000名观众观看比赛。
2008年至2016年，艾府杰集团（AFG）出资将体育场冠名为AFG竞技场。2016年7月，体育场与康步（kybun）签约，改名为康步公园。
体育场完工时，圣加伦足球俱乐部刚刚降入瑞士挑戰聯賽。2008年7月5日，体育场举办了完工仪式。2008年5月30日，体育场迎来了第一场比赛，18,000名观众在此观看了瑞士国家足球队3比0战胜列支敦士登国家足球队的比赛。
2012年7月至2013年，韋爾1900足球會的主场也设在AFG竞技场。为了达到瑞士足球联赛系统标准，当时韋爾1900足球會的主场正在施工。

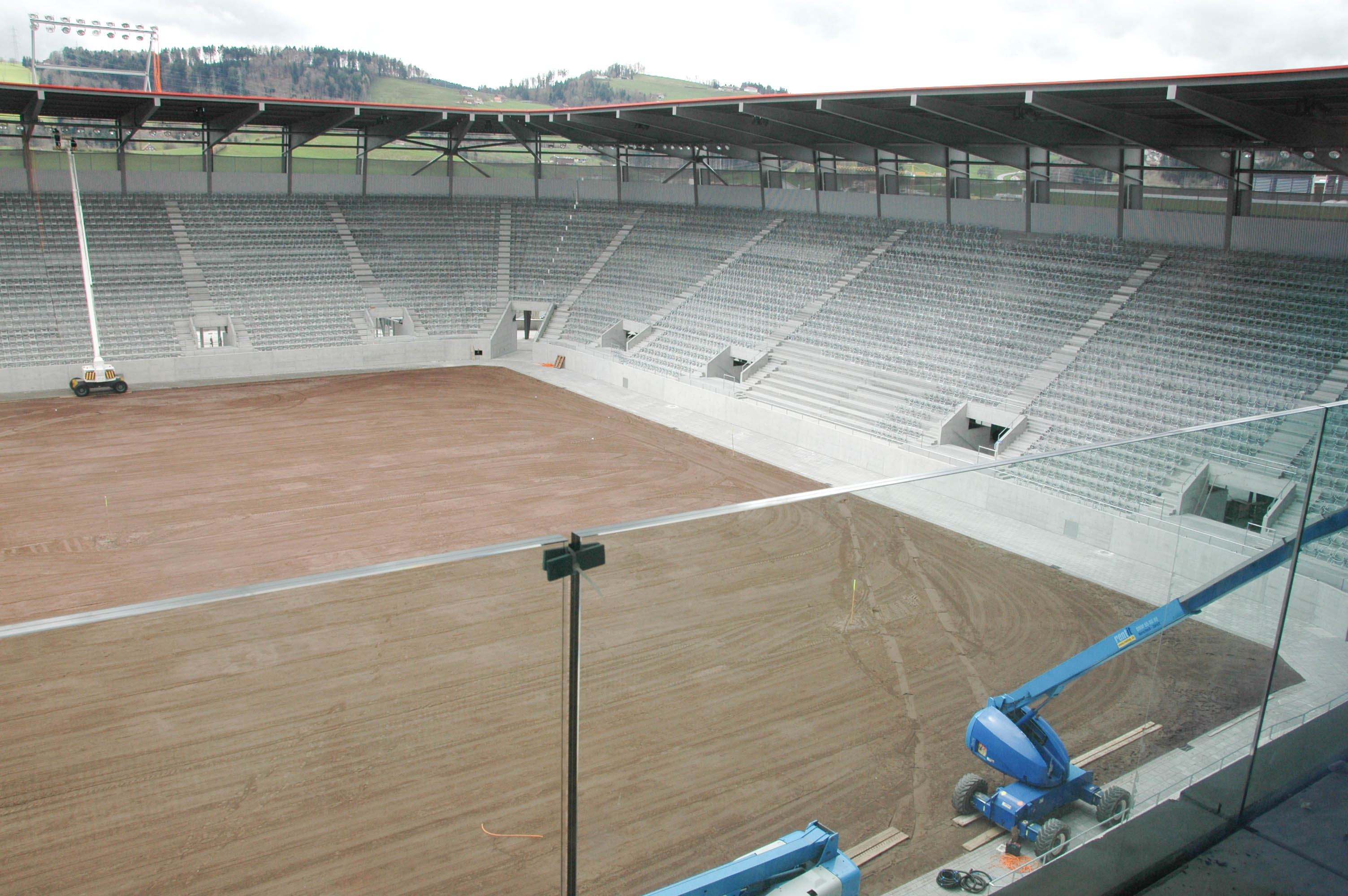
2008年施工照片